# Sveta Katarina (otok)
Koordinati:   45°04′42″N, 13°37′39″E
Sveta Katarina je otoček v Jadranskem morju. Pripada Hrvaški.
Sveta Katarina leži v srednjem delu zahodne Istre, okoli 0,4 km južno od Rovinja. Njegova površina meri 0,124 km². Dolžina obalnega pasu je 1,83 km. Najvišji vrh je visok 23 mnm. Na otočku, ki je porasel z bujnim rastlinjem stoji hotel.